# Карапіла
Карапіла (груз. ყარაფილა) — село в Грузії.
За даними перепису населення 2014 року в селі проживає 88 осіб.